# María Lama Trigo
María Lama Trigo (Vigo, Pontevedra, 29 de marzo de 1980) es una periodista y locutora de radio española. Se dio a conocer al público en general como copresentadora en el morning show de Los 40 Principales Anda ya, junto a Frank Blanco.

## Trayectoria
Licenciada en periodismo ha trabajado en la COPE, donde realizó las prácticas, la Cadena SER y en Los 40 Principales.

### Radio
Su expediente académico le abrió las puertas para realizar las prácticas en la Cadena SER para posteriormente pasar a formar parte de sus servicios informativos. Cabe destacar su participación en los programas “Hora 25” y “Hoy por hoy” cuando eran dirigidos, respectivamente, por Carlos Llamas e Iñaki Gabilondo.
Dio el gran salto a Los 40 Principales cuando se incorpora como copresentadora del programa morning show Anda Ya Archivado el 17 de marzo de 2012 en Wayback Machine., que se emite diariamente de 06:00 a 11:00 y que ocupa el segundo puesto de programa diario más escuchado de la radio en España (según datos ofrecidos por el Estudio General de Medios, EGM), solo superado por el programa “Hoy por hoy” (ambos programas pertenecientes al Grupo Prisa) del cual fue colaboradora.
En julio de 2012 se despidió de Anda Ya y de Los 40 Principales y se incorpora como copresentadora del "morning show"" Atrévete en la emisora de pop español, Cadena Dial, de 06:00 a 10:00 y también presentado por Frank Blanco.
En septiembre de 2013 vuelve de copresentadora a Anda Ya esta vez capitaneado por Xavi Rodríguez
Desde septiembre de 2014 es la copresentadora del programa de radio de Mediaset, MorninGlory junto a Álvaro de la Lama.
Paralelamente, desde el 11 de enero de 2016 empieza una nueva etapa en Kiss FM (España) primero como presentadora del espacio vespertino "De vuelta y media" y tres meses después del morning de la cadena"Las Mañanas Kiss", ambos espacios junto a su antiguo compañero Xavi Rodríguez.

### Televisión
En junio de 2014 se unió al programa de Cuatro Todo va bien como colaboradora. El programa fue emitido en el access prime time de lunes a viernes a las 21:30 y lo presentaba Xavi Rodríguez y Edurne.
En 2016 colaboró en el programa Zapeando en La Sexta.